# Manitou Group
Manitou Group — французький виробник важкого обладнання, який виготовляє вилкові навантажувачі, збирачі вишні, телескопічні навантажувачі, будівельну техніку та інше важке обладнання. Компанія Manitou розпочала свою діяльність у Франції в 1957 році, коли Марсель Брауд (фр. Marcel Braud) сконструював перший вилковий навантажувач для роботи на пересіченій місцевості.
Штаб-квартира знаходиться в Ансені.
Фірма вийшла на міжнародний рівень: у 1971 році було засновано Manitou UK, Manitou Italia у 1985 році, Manitou BeNeLux у 1990 році, Manitou Portugal у 1993 році, Manitou Australia у 2004 році, Manitou Vostok (Росія) у 2005 році та Manitou Poland у 2007 році.
У 2007 році доходи компанії вперше перевищили 1 мільярд євро.
Yanmar придбав 6,26 % компанії в 2012 році.
Manitou був фіналістом European Rental Awards в 2019 році.

## Історія
Витоки Manitou Group починаються в 1953 році. У той час Андре Брауд (фр. Andrée Braud) і Анрі Фоше (фр. Henri Faucheux) заснували компанію «Braud & Faucheux». Спочатку компанія присвятила себе виробництву не великих машин для сільського господарства та будівництва. У 1958 році син Андре Марсель Брауд розробив всюдихідний навантажувач із звичайного трактора. У тому ж році була представлена марка Manitou.
У 1981 році компанія відмовилася від старої назви компанії «Braud & Faucheux» і використала замість неї назву «Manitou». Також у цьому році розпочато виробництво телескопічних навантажувачів з повним приводом. Завдяки економічному успіху Manitou стала публічною через три роки. У наступні роки було відкрито кілька іноземних філій і розширився асортимент продукції, у середині 1990-х років, компанія запровадила виробництво роторних телескопічних навантажувачів і підйомних платформ. У 1993 році компанією було придбано французького виробника промислових вантажівок «Loc».
У 2006 році річні продажі вперше досягли позначки в один мільярд євро. Через два роки Manitou придбав американського виробника будівельної техніки «Gehl», якому належить виробник навантажувачів «Mustang Manufacturing Company» з 1997 року.

## Галерея

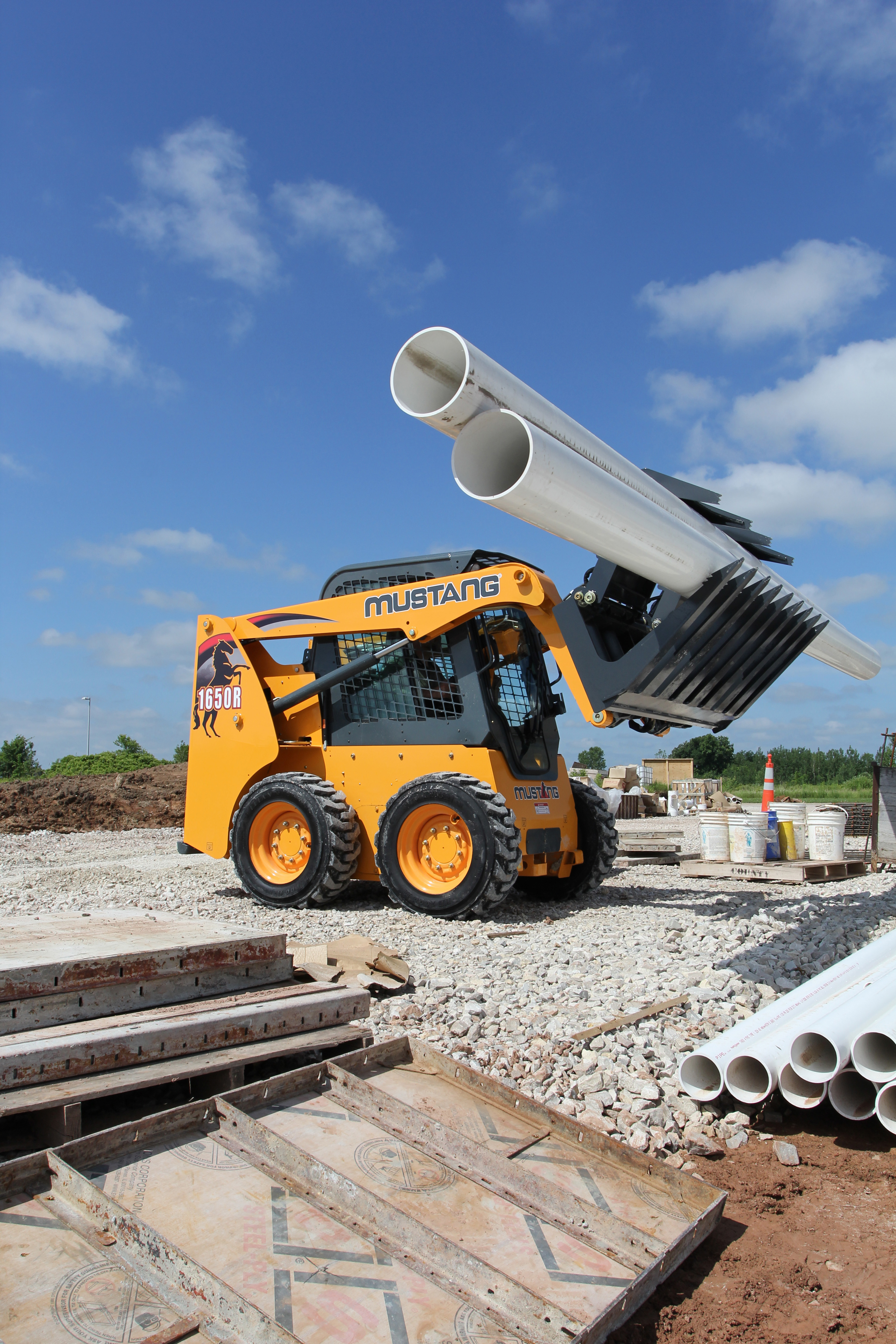
Міні-навантажувач
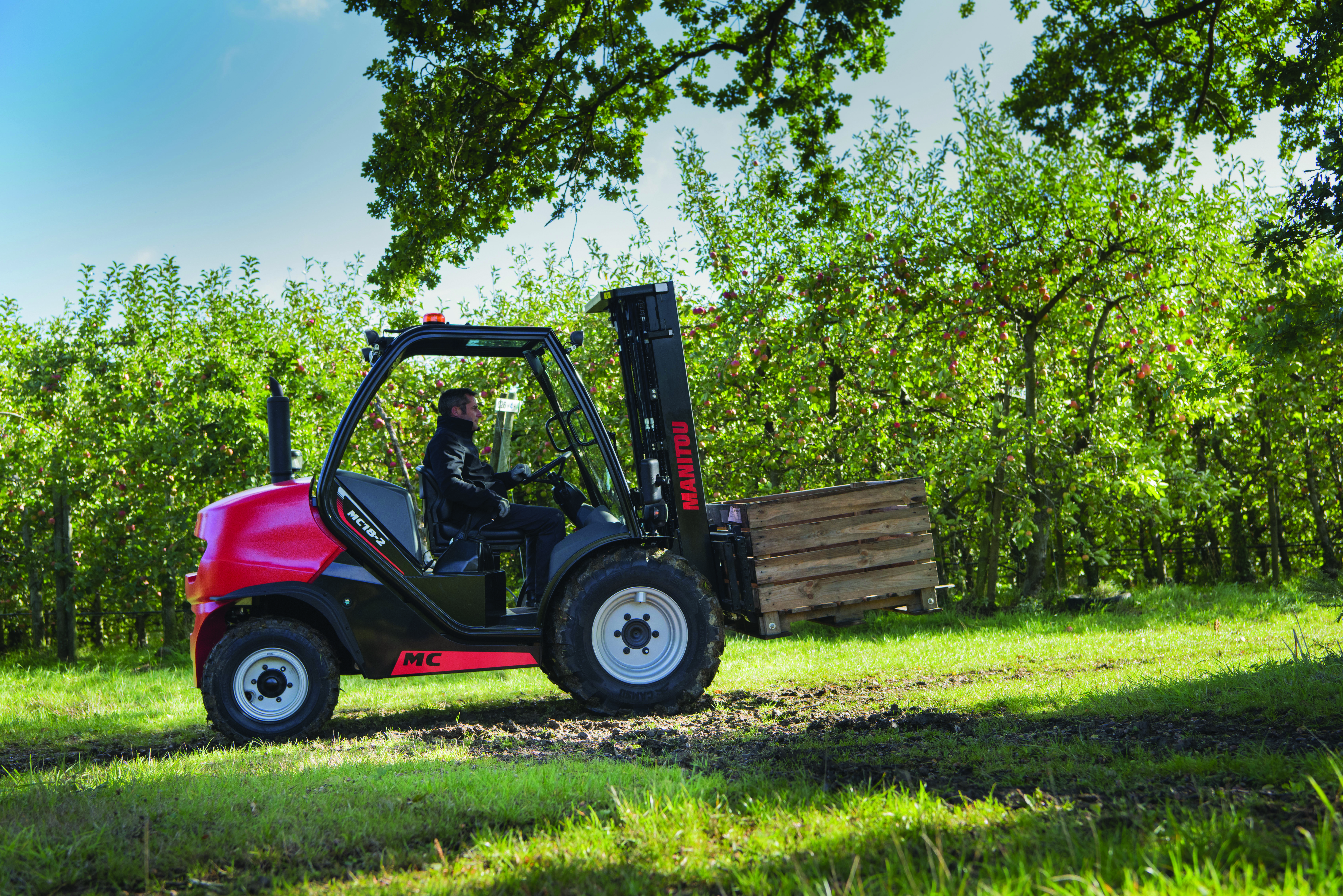
Вилковий навантажувач
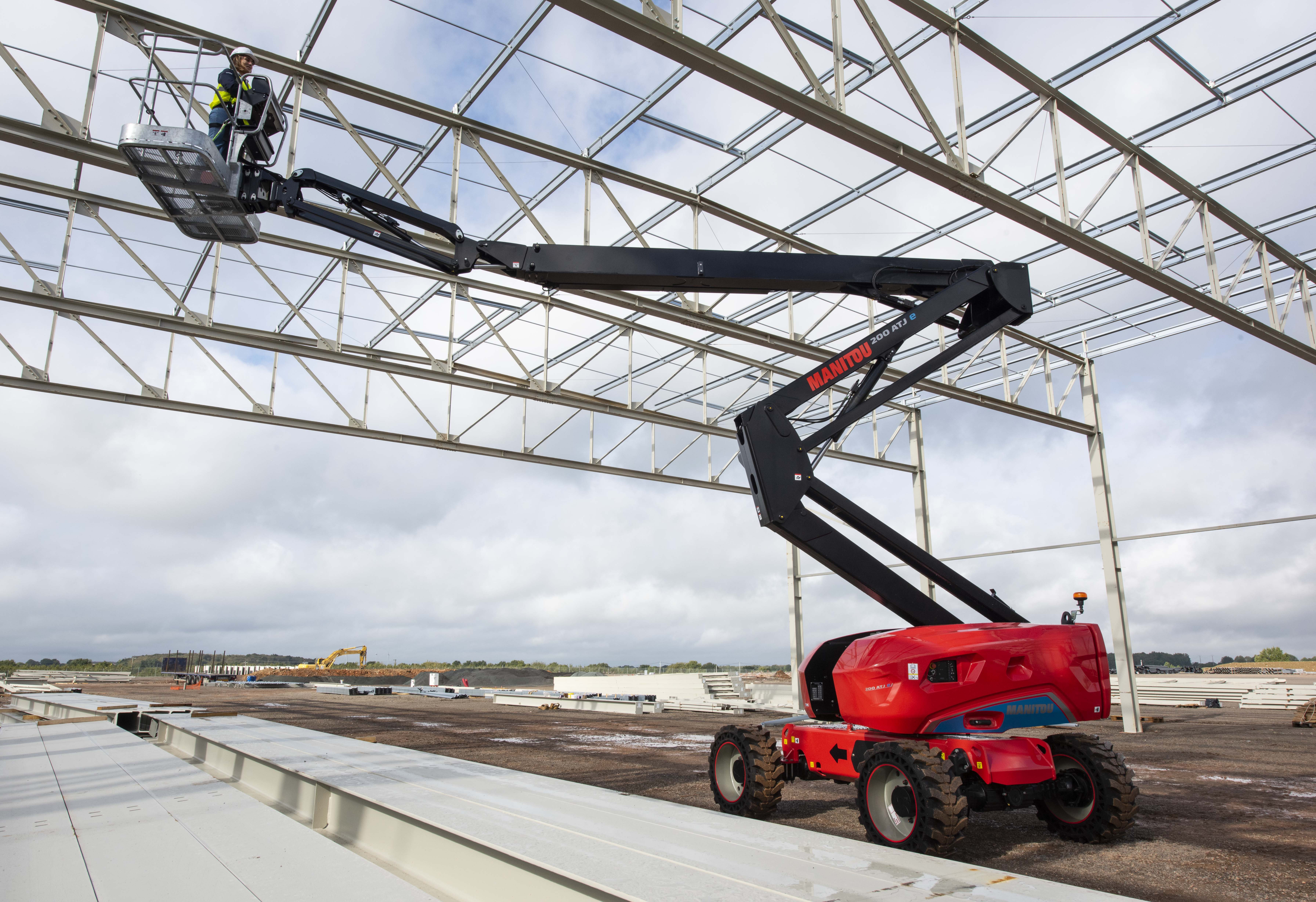
Підйомна платформа
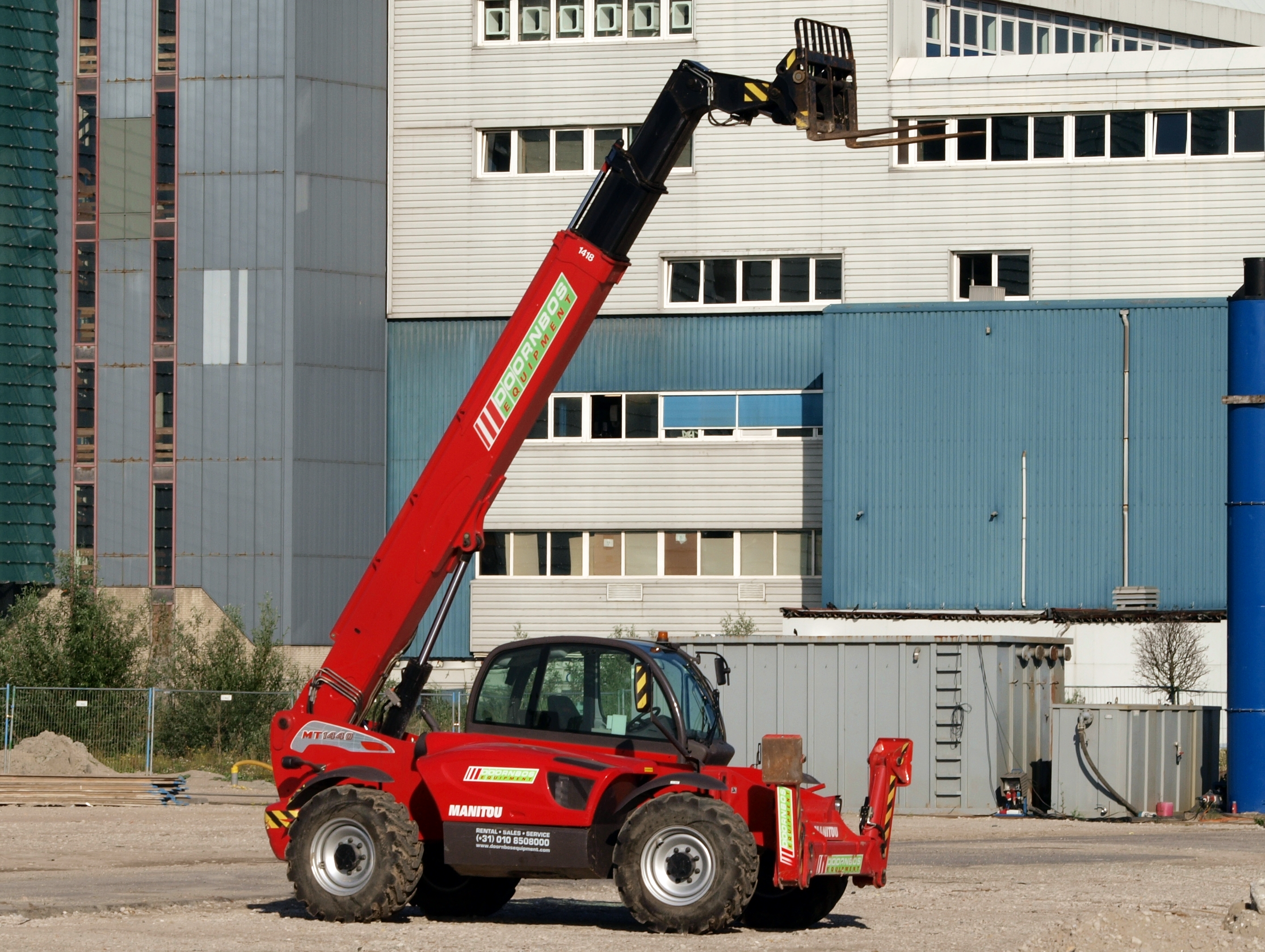
Телескопічний навантажувач